# Coreia do Norte nos Jogos Olímpicos de Verão de 2012
A Coreia do Norte participou dos Jogos Olímpicos de Verão de 2012, que foram realizados na cidade de Londres, no Reino Unido, de 27 de julho até 12 de agosto de 2012.

## Medalhas
| Atleta         | Esporte        | Evento                    | Medalha |
| -------------- | -------------- | ------------------------- | ------- |
| An Kum-Ae      | Judô           | Até 52 kg feminino        | Ouro    |
| Om Yun-Chol    | Halterofilismo | Até 56 kg masculino       | Ouro    |
| Kim Un-Guk     | Halterofilismo | Até 62 kg masculino       | Ouro    |
| Rim Jong-Sim   | Halterofilismo | Até 69 kg feminino        | Ouro    |
| Ryang Chun-Hwa | Halterofilismo | Até 48 kg feminino        | Bronze  |
| Yang Kyong-Il  | Lutas          | Livre até 55 kg masculimo | Bronze  |

## Atletismo
Os atletas norte-coreanos se qualificaram para as seguintes competições de atletismo:
Masculino
| Atletas        | Evento   | Final   | Final   |
| Atletas        | Evento   | Marca   | Posição |
| -------------- | -------- | ------- | ------- |
| Kim Kwang-Hyok | Maratona | 2:20:20 | 53º     |
| Pak Song-Chol  | Maratona | 2:20:20 | 52º     |

Feminino
| Atletas       | Evento   | Final   | Final   |
| Atletas       | Evento   | Marca   | Posição |
| ------------- | -------- | ------- | ------- |
| Jon Kyong-Hui | Maratona | 2:35:17 | 56º     |
| Kim Kum-Ok    | Maratona | 2:33:30 | 49º     |
| Kim Mi-Gyong  | Maratona | 2:38:33 | 74º     |

## Boxe
A Coreia do Norte se qualificou para as competições masculina e feminina.
Masculino
| Atleta        | Evento    | Fase de 32             | Fase de 16             | Quartas                | Semifinais             | Final                  |
| Atleta        | Evento    | Adversário e resultado | Adversário e resultado | Adversário e resultado | Adversário e resultado | Adversário e resultado |
| ------------- | --------- | ---------------------- | ---------------------- | ---------------------- | ---------------------- | ---------------------- |
| Pak Jong-Chol | Peso leve | BRA Henriques D 8–12   | Não avançou            | Não avançou            | Não avançou            | Não avançou            |

Feminino
| Atleta       | Evento    | Fase de 32             | Fase de 16             | Quartas                | Semifinais             | Final                  |
| Atleta       | Evento    | Adversário e resultado | Adversário e resultado | Adversário e resultado | Adversário e resultado | Adversário e resultado |
| ------------ | --------- | ---------------------- | ---------------------- | ---------------------- | ---------------------- | ---------------------- |
| Kim Hye-Song | Peso leve | RUS Savelyeva D 9–12   | Não avançou            | Não avançou            | Não avançou            | Não avançou            |

## Futebol
A Coreia do Norte se qualificou para a competição feminina.
Elenco
| 1  | Jo Yun-Mi              | April 25 Sports Club       | 23 | 14 | 0 |
| 2  | Kim Nam-Hui            | April 25 Sports Club       | 18 | 10 | 0 |
| 3  | Kim Myong-Gum          | Rimyongsu Sports Club      | 21 | 14 | 0 |
| 4  | Ro Chol-Ok             | April 25 Sports Club       | 19 | 6  | 0 |
| 5  | Yun Song-Mi            | Pyongyang City Sports Club | 20 | 20 | 2 |
| 6  | Choe Un-Ju             | Pyongyang City Sports Club | 21 | 14 | 3 |
| 7  | Ri Ye-Gyong            | Amrokgang Sports Club      | 22 | 25 | 9 |
| 8  | Jon Myong-Hwa          | April 25 Sports Club       | 18 | 14 | 3 |
| 9  | Choe Mi-Gyong          | Rimyongsu Sports Club      | 21 | 13 | 4 |
| 10 | Yun Hyon-Hi            | April 25 Sports Club       | 19 | 22 | 6 |
| 11 | Kim Chung-Sim (c)      | April 25 Sports Club       | 21 | 15 | 2 |
| 12 | Kim Un-Hyang           | April 25 Sports Club       | 18 | 9  | 2 |
| 13 | O Hui-Sun              | Sobaeksu Sports Club       | 18 | 9  | 0 |
| 14 | Pong Son-Hwa           | Pyongyang City Sports Club | 19 | 9  | 0 |
| 15 | Ri Nam-Sil             | Sobaeksu Sports Club       | 18 | 1  | 0 |
| 16 | Kim Song-Hui           | Pyongyang City Sports Club | 25 | 18 | 5 |
| 17 | Kwon Song-Hwa          | April 25 Sports Club       | 20 | 6  | 0 |
| 18 | O Chang-Ran            | Mangyongbong Sport Club    | 20 | 6  | 0 |
|    | Sin Ui-Gun (Treinador) |                            |    |    |   |

Grupo G
Futebol feminino
| Seleção         | P | J | V | E | D | GP | GC | SG |
| --------------- | - | - | - | - | - | -- | -- | -- |
| Estados Unidos  | 9 | 3 | 3 | 0 | 0 | 8  | 2  | +6 |
| França          | 6 | 3 | 2 | 0 | 1 | 8  | 4  | +4 |
| Coreia do Norte | 3 | 3 | 1 | 0 | 2 | 2  | 6  | -4 |
| Colômbia        | 0 | 3 | 0 | 0 | 3 | 0  | 6  | -6 |

| 25 de julho   | Colômbia | 0 – 2     | Coreia do Norte       |                                                 |
| 19:45 (UTC+1) |          | Relatório | Kim Song-Hui 38', 85' | Público: 20 150 Árbitro: CAN Carol Anne Chenard |

| 28 de julho   | França                                                         | 5 – 0     | Coreia do Norte |                                             |
| 19:45 (UTC+1) | Georges 45' · Thomis 70' · Delie 71' · Renard 81' · Catala 87' | Relatório |                 | Público: 11 743 Árbitro: CMR Therese Neguel |

| 31 de julho   | Estados Unidos | 1 – 0     | Coreia do Norte |                                              |
| 17:15 (UTC+1) | Wambach 25'    | Relatório |                 | Público: 29 522 Árbitro: SWE Jenny Palmqvist |

## Halterofilismo
A Coreia do Norte conseguiu cinco vagas para as competições masculinas e três vagas para as competições femininas do levantamento de peso.
Masculino
| Atleta         | Evento | Arranque (kg) | Arremesso (kg) | Total (kg) | Posição         |
| -------------- | ------ | ------------- | -------------- | ---------- | --------------- |
| Om Yun-Chol    | -56kg  | 125           | 168            | 293        | Medalha de ouro |
| Sin Chol-Bom   | -56kg  | 113           | 145            | 258        | 10º             |
| Kim Un-Guk     | -62kg  | 153           | 174            | 327        | Medalha de ouro |
| Kim Kum-Sok    | -69kg  | 140           | 175            | 315        | 11º             |
| Kim Myong-Hyok | -69kg  | 145           | 184            | 329        | 4º              |

Feminino
| Atleta         | Evento | Arranque (kg) | Arremesso (kg) | Total (kg) | Posição           |
| -------------- | ------ | ------------- | -------------- | ---------- | ----------------- |
| Ryang Chun-Hwa | -48kg  | 80            | 112            | 196        | Medalha de bronze |
| Jong Chun-Mi   | -58kg  | 101           | 130            | 231        | 6º                |
| Rim Jong-Sim   | -69kg  | 115           | 146            | 261        | Medalha de ouro   |

## Judô
A Coreia do Norte se qualificou para a competição feminina.
Feminino
| Atleta    | Evento | Fase de 32             | Oitavas de final         | Quartas de final       | Semifinais                | Repescagem 1ª fase     | Repescagem Quartas de final | Repescagem Semifinais  | Final                  | Final           |
| Atleta    | Evento | Adversário e resultado | Adversário e resultado   | Adversário e resultado | Adversário e resultado    | Adversário e resultado | Adversário e resultado      | Adversário e resultado | Adversário e resultado | Pos.            |
| --------- | ------ | ---------------------- | ------------------------ | ---------------------- | ------------------------- | ---------------------- | --------------------------- | ---------------------- | ---------------------- | --------------- |
| Kum Ae An | -52 kg | GBR Cox V 0001–0000    | JPN Nakamura V 0102–0002 | FRA Gneto V 0102–0013  | ITA Forciniti V 0101–0000 |                        |                             |                        | CUB Bermoy V 0001–0000 | Medalha de ouro |

## Lutas
A Coreia do Norte conquistou uma vaga no Copa do Mundo de Lutas de 2011, realizada em Istanbul, na Turquia, do dia 12 ao dia 18 de setembro de 2011.
Greco-romana
| Atleta       | Evento | Preliminar             | Oitavas de final       | Quartas de final       | Semifinal              | Repescagem 1ª rodada   | Repescagem 2ª rodada   | Final                  | Final       |
| Atleta       | Evento | Adversário e resultado | Adversário e resultado | Adversário e resultado | Adversário e resultado | Adversário e resultado | Adversário e resultado | Adversário e resultado | Pos.        |
| ------------ | ------ | ---------------------- | ---------------------- | ---------------------- | ---------------------- | ---------------------- | ---------------------- | ---------------------- | ----------- |
| Yun Won-Chol | -55 kg |                        | KOR Choi D 1–3         | Não avançou            | Não avançou            | Não avançou            | Não avançou            | Não avançou            | Não avançou |

Livre masculino
| Atleta        | Evento | Preliminar             | Oitavas de final       | Quartas de final       | Semifinal              | Repescagem 1ª rodada   | Repescagem 2ª rodada   | Final (Medalha de bronze) | Final (Medalha de bronze) |
| Atleta        | Evento | Adversário e resultado | Adversário e resultado | Adversário e resultado | Adversário e resultado | Adversário e resultado | Adversário e resultado | Adversário e resultado    | Pos.                      |
| ------------- | ------ | ---------------------- | ---------------------- | ---------------------- | ---------------------- | ---------------------- | ---------------------- | ------------------------- | ------------------------- |
| Yang Kyong-Il | -55 kg |                        | UZB Mansurov V 3–1     | RUS Otarsultanov D 1–3 | Não avançou            |                        | NAM Shilimela V 3–1    | KAZ Niyazbekov V 3–1      | Medalha de bronze         |
| Ri Jong-Myong | -60 kg |                        | AUS Tarash V 3–0       | EGY Hasam V 3–1        | RUS Kudukhov D 0–3     |                        |                        | IND Dutt D 0–3            | 5º                        |

Livre feminino
| Atleta        | Evento | Preliminar             | Oitavas de final       | Quartas de final       | Semifinal              | Repescagem 1ª rodada   | Repescagem 2ª rodada   | Final                  | Final       |
| Atleta        | Evento | Adversário e resultado | Adversário e resultado | Adversário e resultado | Adversário e resultado | Adversário e resultado | Adversário e resultado | Adversário e resultado | Pos.        |
| ------------- | ------ | ---------------------- | ---------------------- | ---------------------- | ---------------------- | ---------------------- | ---------------------- | ---------------------- | ----------- |
| Han Kum-Ok    | -55 kg |                        | COL Rentería D 1–3     | Não avançou            | Não avançou            | Não avançou            | Não avançou            | Não avançou            | Não avançou |
| Choe Un-Gyong | -63 kg |                        | CHI Ruixue D 1–3       | Não avançou            | Não avançou            | Não avançou            | Não avançou            | Não avançou            | Não avançou |

### Nado sincronizado
| Atletas                    | Evento | Rotina técnica | Rotina técnica | Rotina livre | Rotina livre | Rotina livre | Rotina livre | Rotina livre - Final | Rotina livre - Final | Rotina livre - Final | Rotina livre - Final |
| Atletas                    | Evento | Pontos         | Posição        | Pontos       | Posição      | Total        | Posição      | Pontos               | Posição              | Total                | Posição              |
| -------------------------- | ------ | -------------- | -------------- | ------------ | ------------ | ------------ | ------------ | -------------------- | -------------------- | -------------------- | -------------------- |
| Jang Hyang-Mi Jong Yon-Hui | Dueto  | 84 400         | 16º            | 84 830       | 16º          | Não avançou  | Não avançou  | Não avançou          | Não avançou          | Não avançou          | Não avançou          |

## Saltos ornamentais
A Coreia do Norte se qualificou para as competições masculina e feminina.
Masculino
| Atletas    | Evento                     | Preliminares | Preliminares | Semifinal | Semifinal | Final  | Final   |
| Atletas    | Evento                     | Pontos       | Posição      | Pontos    | Posição   | Pontos | Posição |
| ---------- | -------------------------- | ------------ | ------------ | --------- | --------- | ------ | ------- |
| Ri Hyun-Ju | Plataforma 10 m individual |              |              |           |           |        |         |

Feminino
| Atletas      | Evento                     | Preliminares | Preliminares | Semifinal | Semifinal | Final       | Final       |
| Atletas      | Evento                     | Pontos       | Posição      | Pontos    | Posição   | Pontos      | Posição     |
| ------------ | -------------------------- | ------------ | ------------ | --------- | --------- | ----------- | ----------- |
| Kim Jin-Ok   | Plataforma 10 m individual | 320.10       | 15º          | 312.95    | 14º       | Não avançou | Não avançou |
| Kim Un-Hyang | Plataforma 10 m individual | 308.10       | 18º          | 314.40    | 13º       | Não avançou | Não avançou |

## Tênis de mesa
A Coreia do Norte qualificou uma atleta para a competição individual de tênis de mesa. Baseado na sua posição no ranking mundial do esporte, Kim Jong se qualificou para a disputa individual na categoria feminina.
Masculino
| Kim Hyok-Bong                            | Individual |                |               | IND Ghosh V 4–1 | KOR Joo V 4–2 | HKG Jiang D 3–4         | Não avançou | Não avançou | Não avançou | Não avançou |             |             |
| Kim Song-Nam                             | Individual | USA Wang V 4–0 | DOM Lin D 3–4 | Não avançou     | Não avançou   | Não avançou             | Não avançou | Não avançou | Não avançou |             |             |             |
| Jang Song-Man Kim Hyok-Bong Kim Song-Nam | Equipes    |                |               |                 |               | KOR Coreia do Sul D 1–3 | Não avançou | Não avançou | Não avançou | Não avançou | Não avançou | Não avançou |

Feminino
| Atleta(s)                         | Evento     | Preliminar           | 1ª etapa             | 2ª etapa             | 3ª etapa             | 4ª etapa               | Quartas              | Semifinais           | Final                |
| Atleta(s)                         | Evento     | Adversário resultado | Adversário resultado | Adversário resultado | Adversário resultado | Adversário resultado   | Adversário resultado | Adversário resultado | Adversário resultado |
| --------------------------------- | ---------- | -------------------- | -------------------- | -------------------- | -------------------- | ---------------------- | -------------------- | -------------------- | -------------------- |
| Kim Jong                          | Individual |                      |                      | CRO Molnar V 4–1     | HKG Jiang D 2–4      | Não avançou            | Não avançou          | Não avançou          | Não avançou          |
| Ri Myong-Sun                      | Individual |                      |                      | FRA Xian D 2–4       | Não avançou          | Não avançou            | Não avançou          | Não avançou          | Não avançou          |
| Kim Jong Ri Mi-Gyong Ri Myong-Sun | Equipes    |                      |                      |                      |                      | GBR Grã-Bretanha V 3–0 | SIN Singapura D 0–3  | Não avançou          | Não avançou          |

## Tiro
A Coreia do Norte qualificou uma arqueira para a disputa individual:
Feminino
| Atleta      | Evento             | Qualificação | Qualificação | Final       | Final       | Posição |
| Atleta      | Evento             | Placar       | Posição      | Placar      | Total       | Posição |
| ----------- | ------------------ | ------------ | ------------ | ----------- | ----------- | ------- |
| Jo Yong-Suk | Pistola de ar 10 m | 384          | 10º          | Não avançou | Não avançou | 10º     |
| Jo Yong-Suk | Pistola livre 25 m | 583          | 7º           | 782,3       |             | 7º      |

## Tiro com arco
| Atleta      | Prova               | Rodada de classificação | Rodada de classificação | Ronda dos 64                             | Ronda dos 32           | Ronda dos 16           | Quartos-finais         | Semifinais             | Final                  | Final       |
| Atleta      | Prova               | Placar                  | Pos.                    | Adversário e resultado                   | Adversário e resultado | Adversário e resultado | Adversário e resultado | Adversário e resultado | Adversário e resultado | Pos.        |
| ----------- | ------------------- | ----------------------- | ----------------------- | ---------------------------------------- | ---------------------- | ---------------------- | ---------------------- | ---------------------- | ---------------------- | ----------- |
| Kwon Un-Sil | Individual feminino | 638                     | 41º                     | ITA N. Valeeva D 2-0, 0-2, 1-1, 0-2, 0-2 | Não avançou            | Não avançou            | Não avançou            | Não avançou            | Não avançou            | Não avançou |